# Allium tsinlingense
Allium tsinlingense — вид квіткових рослин з підродини цибулевих (Allioideae). Ендемік Китаю (Шеньсі).